# 情熱 (斉藤由貴の曲)
「情熱」（じょうねつ）は、1985年11月15日にリリースされた斉藤由貴の4枚目のシングル。発売元はキャニオン・レコード。

## 概要
大学進学の為に地元を離れる恋人を、地元国鉄駅（当時。リリースは1985年、民営化は2年後の87年。窓越しに握手する歌詞があるので開閉が出来る車両）のプラットホームで見送る少女の心情を歌っている。

## タイアップ
斉藤主演の東宝映画「雪の断章」の主題歌及び富士フイルム「AXIA」のイメージソングとなっていた。

## チャート成績
オリコン週間チャートでは3位を獲得した。

## 収録曲
全曲 作詞:松本隆／作曲:筒美京平／編曲:武部聡志
1. 情熱
2. ささやきの妖精
  - オリジナル・アルバム未収録楽曲。